# ケンダル
ケンダル (Kendal) は、イングランド・カンブリアのタウンかつ行政教区である。

## 概要
歴史的にはウェストモーランドに属していた。ランカスターの北35km、カーライルの南80kmに位置し、町にはケント川が流れている。2011年時点での人口は28,586人で、カンブリアの中ではカーライル、バロー＝イン＝ファーネスについで3番目に大きな町である。
現在、ケンダルは湖水地方を観光する拠点となっていて、観光業が盛んである。
ドゥームズデイ・ブックにはヨークシャーの一地域として、"Cherchbi"の名で記述されていた。その後、"Kirkbie Kendal"の名前で長い間呼ばれていた。
ローマ時代の城壁が、タウンの中心地から約2マイル南、"Watercrook"という現在の名前のエリアに存在していた。

## スポーツ
- ケンダル・タウンFC

## 出身人物
- アーサー・エディントン - 天文学者
- イーフレイム・チェンバーズ - 百科辞典編集者
- デズモンド・バグリィ - 作家

## 姉妹都市
- アイルランド キラーニー
- ドイツ リンテルン